# Cato Trẻ

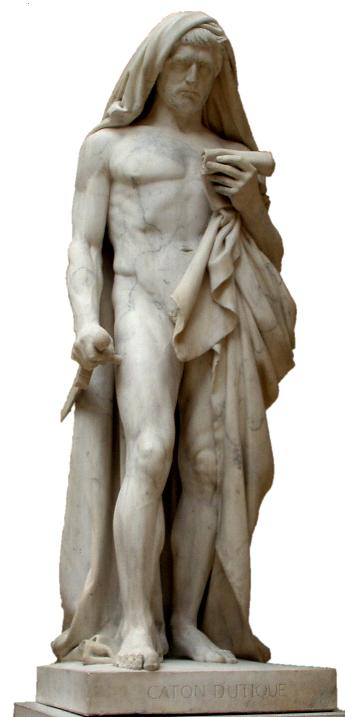
Tượng chính trị gia Cato Trẻ, Bảo tàng Louvre. Ông sắp tự vẫn khi đọc tác phẩm đối thoại Phaedo, qua đó nhà triết học Plato miêu tả về cái chết của Socrates. Jean-Baptiste Roman (Paris, 1792 - 1835) dùng cẩm thạch Carrara trắng mà khởi công tạc bức tượng này. François Rude (Dijon, 1784 - Paris, 1855) đã hòn thiện bức tượng.

Marcus Porcius Cato Uticensis (95 trước Công nguyên, Roma, Cộng hòa La Mã – tháng 4 năm 46 trước Công nguyên, Utica), thường được gọi là Cato Trẻ (Cato Nhỏ) để phân biệt ông với ông cố của ông là Cato Già, là một chính trị gia trong những năm cuối của nền Cộng hòa La Mã, và là một người theo chủ nghĩa Khắc Kỷ. Người ta nhớ đến ông, vì sự ngoan cường và bền chí một cách huyền thoại của ông, đặc biệt là trong cuộc nội chiến lâu dài của ông chống lại Julius Caesar. Ông được xem là một trong những vị anh hùng của nền triết học Khắc kỷ La Mã.
Không những thế, ông còn được xem là một vị quan thanh liêm, không nhận của hối lộ, và nổi tiếng là người kịch liệt chống đối sự tham nhũng trên khắp nước Cộng hòa La Mã thời đó. Sau khi bị Julius Caesar đánh bại hoàn toàn trong trận Thapsus, ông đã nhận lấy cái chết anh dũng là tự sát. Ông được cho là một nhà chính trị vĩ đại, và người ta còn gọi ông là Cato xứ Utica. Cũng như Hoàng đế Otho sau thất bại trong trận Bedriacum, hình ảnh anh dũng của Cato Trẻ xuất hiện trong bài thơ của vị vua quả cảm Friedrich II Đại Đế của Vương quốc Phổ, khi vị Quốc vương này phải đơn phương độc mã chống chọi với một liên quân đông đảo trong cuộc Chiến tranh Bảy năm (1756 - 1763).

## Tiểu sử

### Cato thuở thiếu thời
Marcus Porcius Cato Uticensis chào đời vào năm 95 TCN tại thủ đô Rô-ma, là con trai của Marcus Porcius Cato và phu nhân là Livia Drusa. Cả cha lẫn mẹ của ông đều mất khi ông còn rất bé, và do đó, ông phải đến sinh sống ở nhà của người cậu ông - quan bảo dân Marcus Livius Drusus, người cũng đang nuôi nấng Quintus Servilius Caepio, Servilia Caepionis Maior, và Servilia Caepionis Trẻ - những đứa con của bà Livia và người chồng đầu tiên (tuy thế nhưng người ta thường xem Quintus Servilius Caepio là anh trai ruột của Cato Trẻ), và cả Porcia (chị gái ruột của Cato Trẻ), và Marcus Livius Drusus Claudianus (người con nuôi của Livius). Drusus bị sát hại năm Cato lên 4 tuổi.
Từ thuở bé, Cato đã tỏ ra là một con người cứng đầu. Ông được thầy Sarpedon nuôi dạy, và sẵn sàng hỏi lý do của mọi việc. Nhiều khi ông hỏi thầy "Tại sao...?" làm cho thầy tỏ ra bối rối. Tuy nhiên, thầy Sarpedon không răn đe, dọa nạt, mà ngược lại thầy sẵn sàng trả lời mọi thắc mắc của học trò mình, và điều này mang lại một ý nghĩa lớn lao là ông rất vâng lời thầy. Cato chậm rãi trong việc tiếp thu kiến thức, và ông cũng tỏ ra "khổ sở" trong việc học tập, nhưng khi đã nắm được kiến thức rồi thì ông nhớ lâu.
Nhà sử học Plutarch có kể một câu chuyện như sau: lãnh tụ của người Marsi là Quintus Poppaedius Silo đã tham gia vào một cuộc tranh cãi hết sức gay cấn tại Diễn đàn La Mã (Roman Forum). Một hôm, ông ta thăm bạn là Marcus Livius và gặp gỡ những đứa trẻ trong gia đình. Ông ta tỏ ra hài hước, đề nghị đám trẻ ủng hộ lập trường của ông ta. Tất cả mọi đứa trẻ khác đều gật đầu và tươi cười, nhưng Cato thì ngược lại, ông nhìn vị khách với vẻ hết sức ngờ vực. Silo đề nghị ông trả lời, và khi thấy ông không hề đáp lại, ông ta tóm lấy Cato và dọa ném ông ra khỏi cửa sổ. Song Cato vẫn không hề nói lời ủng hộ luận điểm của Silo. Silo phải đặt Cato xuống, và nói với những bạn hữu của ông ta xung quanh đó:
| “                         | Cậu bé này sẽ là vinh quang của đất Ý. | ” |
| — Quintus Poppaedius Silo |                                        |   |

Plutarch cũng kể một vài câu chuyện khác về cậu bé Cato. Năm ông 14 tuổi, Cato hỏi thầy ông rằng, tại sao chẳng ai dám giết chết tên độc tài Sulla? Sarpedon trả lời như sau: 
"Con à, người ta sợ ông ta, sợ hơn là ghét."
Cato Trẻ bèn trả lời:
| “          | Xin thầy đưa con một thanh kiếm, con sẽ giải phóng đất nước khỏi kiếp nô lệ. | ” |
| — Cato Trẻ |                                                                              |   |

Từ sau lần đó, Sarpedon trở nên cẩn trọng, không bao giờ dám để Cato Trẻ tự mình rong chơi quanh thủ đô Rô-ma, nhận thấy cậu học trò của mình có niềm tin mãnh liệt đối với nền Cộng hòa.

### Mở đầu sự nghiệp chính trị
Sau khi nhận được quyền thừa kế, Cato đã rời khỏi nhà của cậu ông và bắt đầu học về chính trị và triết học Khắc Kỷ. Ông làm quen với một cuộc sống giản dị nhất, mà ông cố của ông là Marcus Porcius Cato Già nổi tiếng vì đã thực hiện.

## Di sản của Cato
Vào thời kỳ Khai sáng, trong cuộc Chiến tranh Bảy năm (1756 - 1763), Quốc vương nước Phổ là Friedrich II (tức Friedrich Đại Đế, 1712 - 1786) phải gần như một mình chống chọi với một liên quân đông đảo bao gồm Pháp - Áo - Nga - Thụy Điển - Sachsen và nhiều tiểu quốc chư hầu của nhà Habsburg. Cuối năm 1761, trong tình cảnh hết sức khó khăn, ông đã sáng tác bài thơ về Lá thư của Cato xứ Utica gửi cho con trai và bạn hữu trước khi tự vẫn: hồn thơ của nhà vua trong bài thơ này cho thấy ông khó có thể thoát khỏi cái số phận mà chiến thắng của Caesar trong trận Thapsus đem lại cho Cato Trẻ. Friedrich Đại Đế khen ngợi Cato, vì, ông, với tư cách là một công dân tự do của nước Cộng hòa La Mã, đã hy sinh thay vì phải làm nhục bản thân, qua việc đầu hàng tên Bạo chúa. Có lúc ông ta cũng nghĩ đến việc nhận lấy cái chết anh dũng của Cato Trẻ để kết thúc tấn bi kịch. Tuy nhiên, liên quân chống Phổ cuối cùng cũng tan rã, nhà vua giành chiến thắng và sau giờ phút khải hoàn trở về kinh đô Berlin, ông vẫn say mê triết học Khắc Kỷ.
Trong cao trào cách mạng tư sản vào thời Khai sáng, danh nhân lịch sử Cato cũng được đề cao. Vở kịch của Joseph Addison, "Cato, a Tragedy" (tạm dịch: Tấn bi kịch của Cato) (được đưa lên sân khấu lần đầu tiên vào ngày 14 tháng 4 năm 1713) ca ngợi ông là một liệt sĩ bảo vệ nền Cộng hòa. Vở kịch này trở nên nổi tiếng và đạt những thành công có giới hạn: nó được đưa lên sân khấu hơn 20 lần chỉ ở mỗi thủ đô Luân Đôn, và hơn 26 kịch bản của vở kịch này được xuất bản trước khi thế kỷ XVIII chấm dứt. Tổng thống Hoa Kỳ George Washington cũng thường hay trích dẫn từ vở kịch Cato của Joseph Addison và truyền lệnh cho trình diễn vở kịch này, mặc dù Quốc hội Hoa Kỳ đã ban lệnh cấm những buổi diễn kịch như thế. Cái chết của Cato xứ Utica (La mort de Caton d'Utique) cũng là một đề tài được quần chúng nhân dân yêu thích trong phong trào Cách mạng Pháp, thể hiện qua công trình điêu khắc của Philippe-Laurent Roland (1782), cũng như tranh vẽ của Bouchet Louis André Gabriel, Bouillon Pierre, và Guérin Pierre Narcisse vào năm 1797. Bức tượng của Cato xứ Utica do Jean-Baptiste Roman và François Rude thực hiện (1832), được trưng bày ở viện Bảo tàng Louvre.

## Hôn nhân và hậu duệ của Cato
- Hứa hôn với Aemilia Lepida, nhưng không thành.
- Vợ cả, Atilia (ly dị)
  - Porcia, đầu tiên cưới Marcus Calpurnius Bibulus, sau đó cưới Marcus Junius Brutus
  - Marcus Porcius Cato, sau tử trận trong trận Philippi lần thứ hai
- Vợ thứ hai (và thứ ba), Marcia.

## Tóm lược tiểu sử của Cato
- 95 TCN — Chào đời tại Roma
- 67 TCN — Quan Giám quân tại xứ Macedonia
- 65 TCN — Quan Xuất nạp ở thành Roma (một số học giả cho rằng ông lên làm quan Xuất nạp vào năm 64 TCN)
- 63 TCN — Âm mưu lật đổ nền Cộng hòa La Mã của Catilina; Cato Trẻ đề nghị hành hình hắn
- 63 TCN — Hộ dân quan của người Pleb; Cato tiến hành ban phát hạt ngũ cốc
- 60 TCN — Buộc Caesar phải chọn lựa giữa chức quan Tổng tài và chế độ Tam đầu chế
- 59 TCN — Phản đối luật lệ của Julius Caesar
- 58 TCN — Thống đốc xứ Cộng hòa Síp (ra đi vào năm 58/trở về vào tháng 3 năm 56)
- 55 TCN — Ứng cử viên cuộc bầu cử Pháp quan (thất bại lần thứ nhất)
- 54 TCN — Pháp quan
- 51 TCN — Ứng cử viên cuộc bầu cử quan Tổng tài (thất bại)
- 49 TCN — Julius Caesar Vượt sông Rubicon và thân chinh đánh Ý; Cato cùng Pompey tiến vào Hy Lạp
- 48 TCN — Trận Pharsalus, quân Pompey bị đánh bại; Cato đến châu Phi
- 46 TCN — Scipio bị đánh bại trong trận Thapsus; Cato tự vẫn tại xứ Utica (vào tháng tư)

## Sách đọc thêm
- Gerhard Ritter, Frederick the Great: A Historical Profile, University of California Press, 1975, ISBN 0520027752.
- Rhona Silverbush, Sami Plotkin, Speak the speech!: Shakespeare's monologues illuminated, Macmillan, 2002, ISBN 0571211224.
- Frederic Shoberl, Thomas Campbell, Frederick the Great, his court and times, Tập 1, Lea and Blanchard, 1843.
- William Henry Davenport Adams, The Mediterranean illustrated: picturesque views and descriptions of its cities, shores, and islands, T. Nelson and sons, 1877.
- Franz Kugler, The pictorial history of Germany: during the reign of Frederick the Great: comprehending a complete history of the Silesian campaigns, and the seven years war, H.G. Bohn, 1845.